# Fußballnationalmannschaft von Aden
Die Fußballnationalmannschaft von Aden war eine kurzlebige Auswahlmannschaft der britischen Kronkolonie Aden, die von 1937 bis 1963 zum Vereinigten Königreich gehörte. Die Kolonie Aden umfasste die südarabische Hafenstadt Aden und deren Umgebung. Von 1963 bis 1967 war dieser ein Staat innerhalb der Südarabischen Föderation. Die Mannschaft existierte von 1961 bis 1965 als eigenständige Fußballauswahl, bevor sie in den Verband von Südjemen integriert wurde.
Aufgrund der fehlenden Mitgliedschaft im AFC und der FIFA hatte Aden nie die Möglichkeit, an Qualifikationsspielen für die Asienmeisterschaft oder die FIFA-Weltmeisterschaft teilzunehmen.

## Geschichte

### Geschichte und Organisation
Aden gilt als die erste Stadt bzw. Region auf der Arabischen Halbinsel, in der Sport betrieben wurde. Der erste Sportverein im Jemen und in der arabischen Welt war der Al-Ittihad Al Muhammadi Club, und in den 1920er und 1930er Jahren gewann auch der Fußball an Beliebtheit. Aus diesem Grund gründete die britische Besatzungsmacht 1934 einen Sportverband namens Adeniya Sports Association in Reaktion auf die zunehmende Zahl lokaler Vereine. Die Mitglieder dieses Verbandes wurden vom Generalgouverneur von Aden ernannt, wobei alle Mitglieder Engländer waren. Angeführt wurde der Verband vom englischen Gouverneur von Aden, Bernard Reilly, der als Schirmherr fungierte.

### 1961–1962
Das erste dokumentierte Länderspiel der Fußballauswahl von Aden fand am 24. Dezember 1961 gegen Dschibuti statt. Das Freundschaftsspiel endete mit einem 4:2-Sieg, bei dem Spieler Zaghir das erste Tor erzielte und einen Dreierpack schnürte. Stattgefunden hat das Spiel im Crater Stadium und der Besucherandrang wurde als „größte Menschenmenge aller Zeiten“ bezeichnet. Über die tatsächliche Besucherzahl ist nichts bekannt. Ein weiteres Spiel wurde am 25. März 1962 im Crater Stadium zwischen Combined Services und Civilians ausgetragen. Berichten zufolge kamen 6000 Besucher in die Arena. Combined Services, eine Mannschaft bestehend aus in Aden stationierten Streitkräften des Vereinigten Königreichs, gewann das Spiel mit 4:3. Ob dieses Spiel als offizielles Länderspiel von Aden gilt, ist fraglich. Laut RSSSF bestand „Civilians“ aus einer Auswahl einheimischer Zivilisten oder Sportler der Aden Sports Association.

### Aden-Tour durch Ägypten – 1964
1964 wurde die Auswahl von Aden vom ägyptischen Fußballverein Ismailia Ismaily SC zu einem Freundschaftspokal nach Ägypten eingeladen, nachdem dieser 1963 Aden besucht hatte. Die Mannschaft unternahm die lange Reise und verlor am 19. November 1964 gegen Ismaily SC deutlich mit 5:0. Zwei Tage später folgte eine 2:0-Niederlage gegen Damanhour Damanhour. Am 24. November 1964 spielte das Team gegen eine Auswahl der Luftwaffe, die sich Gizeh Taiaran nannte, und verlor mit 4:1. Das letzte Spiel der Aden-Tour durch Ägypten fand am 28. November statt und endete mit einem knappen 4:5-Sieg gegen Fayoum Fayoum.

### Arabischen Spiele im Fußball

#### Teilnahme 1965
Das erste und einzige große Turnier, an dem die Fußballnationalmannschaft des Staates Aden (Wilāyat Aden) teilnahm, waren die Arabischen Spiele 1965 in Kairo, Ägypten. In der Gruppenphase wurde das Team in Gruppe A gelost, zusammen mit dem Irak, Libanon, Palästina und der Vereinigten Arabischen Republik.
Das erste Spiel fand am 2. September 1965 statt, bei dem die Mannschaft knapp mit 1:0 gegen die palästinensische Fußballnationalmannschaft verlor. Am 3. September 1965 trat das Team gegen den Turnierfavoriten, die Vereinigte Arabische Republik (heute: Ägypten), an und verlor mit 14:0, wobei der ägyptische Spieler Hassan El-Shazly fünf Tore erzielte. Eine weitere deutliche Niederlage folgte am 4. September gegen den Irak, mit einem Endstand von 6:0. Das letzte Gruppenspiel am 7. September gegen den Libanon war hart umkämpft, endete jedoch mit einer 4:3-Niederlage für Aden.
Aden verlor somit alle vier Gruppenspiele und schied mit null Punkten bereits in der Gruppenphase aus. In der Endrangliste der Arabischen Spiele 1965 belegte Aden den vorletzten Platz (9. von 10), nur Maskat und Oman schnitten schlechter ab.

### Entwicklung der Fußballstrukturen im südlichen Jemen
Im April 1962 entstand aus den 15 Protektoratsstaaten der Föderation der Arabischen Emirate des Südens die Südarabische Föderation, der sich die britische Kolonie Aden am 18. Januar 1963 anschloss. Bis 1967 stand die Region unter britischem Schutz und entwickelte sich zur Demokratischen Volksrepublik Jemen, auch als Südjemen bekannt.
In den Mitte der 1960er Jahre wurde die Fußballnationalmannschaft von Aden sowie die Adeniya Sports Association schrittweise in die 1965 gegründete PDR Yemen Football Federation, den Fußballverband Südjemens, integriert. Die Fußballnationalmannschaft Südjemens gilt als Nachfolger der Nationalmannschaft Adens.

## Bekannte Nationalspieler
Information über Nationalspieler
- Ali Mohsen Al-Moraisi war ein jemenitischer Fußballprofi, der als Stürmer beim ägyptischen Top-Club Al Zamalek SC spielte. Geboren wurde er am 16. September 1940 in der britischen Kolonie Aden. Aufgrund seiner Herkunft stand er im November 1964 während einer Tour durch Ägypten im Kader der Fußballnationalmannschaft Adens. Seit 1961 war er jedoch auch als ägyptischer Nationalspieler aktiv.[6]

### Aufstellung von Aden gegen Gizeh Taiaran
Aden-Tour durch Ägypten 1964 – Am 24. November 1964
Nadim (TW), Abul-Jabbar, Said Arab, Abdul-Kerim Menbari, Yaslam, Tarmoum, Abdullah Jamea (4:1), Salem, Ali Mohsen Al-Moraisi, Abdullah Khoumani [C], Ali Soudani (Emad Ismail).
Trainer: Unbekannt

### Besten Torschützen
Gezählt werden nur die dokumentierten Tore der Fußballauswahl von Aden bis 1965.
| Pl. | Name           | Tore |
| --- | -------------- | ---- |
| 1.  | Zaghir         | 3    |
| 2.  | Obaid          | 1    |
| 2.  | Abdullah Jamea | 1    |